# Procometis
Procometis is een geslacht van vlinders uit de familie dominomotten (Autostichidae). De wetenschappelijke naam is voor het eerst geldig gepubliceerd in 1890 door Edward Meyrick.
De soorten uit dit geslacht komen voor in Australië, Midden- en Zuid-Afrika, India en Sri Lanka.

## Soorten[2]
- P. acutipennis (Walsingham, 1891)
- P. acharma Meyrick, 1908
- P. aplegiopa Turner, 1904
- P. bisulcata Meyrick, 1890
- P. brunnea (West, 1931)
- P. coniochersa Meyrick, 1922
- P. diplocentra Meyrick, 1890
- P. genialis Meyrick, 1890
- P. hylonoma Meyrick, 1890
- P. limitata Meyrick, 1911
- P. lipara Meyrick, 1890
- P. melanthes Turner, 1897
- P. milvina Meyrick, 1914
- P. mistharna (Meyrick, 1908)
- P. monocalama Meyrick, 1890
- P. ochricilia Meyrick, 1921
- P. orthosema Turner, 1893
- P. oxypora Meyrick, 1908
- P. periscia Lower, 1903
- P. phloeodes Turner, 1897
- P. sphendonistis (Meyrick, 1908)
- P. spoliatrix (Meyrick, 1916)
- P. stenarga Turner, 1902
- P. terrena Meyrick, 1908
- P. trispora Turner, 1939
- P. trochala Meyrick, 1908
- P. vepallida Turner, 1917